# Sala Nacional de Conciertos de Dublín
La Sala Nacional de Conciertos (en irlandés: An Ceoláras Náisiúnta; en inglés:  National Concert Hall ) es una sala de conciertos situada en Earlsfort Terrace en Dublín, Irlanda, cerca de St. Stephen's Green, que es la sede nacional principal para conciertos de música clásica en Irlanda. Originalmente construido para la Exposición Internacional de 1865 de Dublín, la estructura se convirtió en el edificio central de la Universidad de Dublín (UCD) en la fundación de la Universidad Nacional de Irlanda en 1908 cuando la UCD comenzó a trasladarse a un nuevo campus en Belfield en 1960, parte del edificio se volvió a abrir como el NCH en 1981 y desde entonces, la estructura ha sido compartida con la universidad.